# Federación Costarricense de Ciclismo
La Federación Costarricense de Ciclismo (FECOCI) es el máximo organismo del ciclismo en Costa Rica, en sus distintas modalidades (carretera/ruta, BMX, pista...). Es miembro de la UCI y de la COPACI. Tiene su sede en San José, y su presidente actual es William Corrales.
La FECOCI se encarga de los distintos Campeonatos de Costa Rica de Ciclismo (carretera, pista, BMX) y de las Selecciones Costarricenses de Ciclismo en sus distintas modalides; también colabora en la organización de las carreras ciclistas celebradas en Costa Rica y de organizar diferentes competiciones de campeonato nacional. Además, se encarga de fomentar el ciclismo de base y la promoción del ciclismo.
En el ámbito del ciclismo profesional la carrera más importante es la Vuelta a Costa Rica en modalidad de ciclismo de ruta, además de ser el responsable de validar las competencias del calendario nacional ciclista; en la mayoría de ocasiones es un mero transmisor de datos, licencias, informes, y demás comunicados de y hacia la UCI.